# Otus megalotis
Otus megalotis е вид птица от семейство Совови (Strigidae).

## Разпространение
Видът е разпространен във Филипините.